# Cruriraja rugosa
Cruriraja rugosa is een vissoort uit de familie van de Gurgesiellidae. De wetenschappelijke naam van de soort is voor het eerst geldig gepubliceerd in 1958 door Bigelow & Schroeder.